# آبشار کاتاراتاس لاس ترس هرماناس
آبشار کاتاراتاس لاس ترس هرماناس (به اسپانیایی: Cataratas las Tres Hermanas) آبشاری است که در کشور پرو واقع شده‌است و بلندترین ریزشگاه آن ۹۱۴ متر ارتفاع دارد. این آبشار، سومین آبشار بلند جهان است.